# Chesneya ternata
Chesneya ternata är en ärtväxtart som först beskrevs av Sergei Ivanovitsch Korshinsky, och fick sitt nu gällande namn av Mikhail Grigoríevič Popov. Chesneya ternata ingår i släktet Chesneya och familjen ärtväxter. Inga underarter finns listade i Catalogue of Life.